# Begum Samru

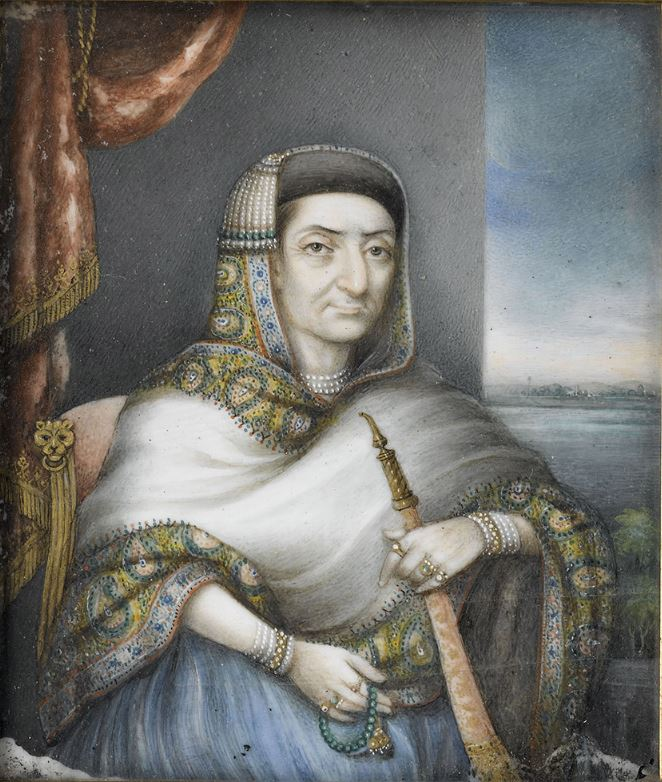
Porträt

Begum Joanna Nobilis Sombre (* etwa 1750 in Kutana bei Meerut, Indien als Farzana Khanqui; † 27. Januar 1836) oder einfach Begum Samru (Urdu: Begum = „Dame“) war Herrscherin der Stadt Sardhana in Nordindien. Sie regierte 55 Jahre mit Hilfe einer von europäischen Söldnern angeführten Armee einen teilabhängigen Königsstaat. Begum Samru war ursprünglich eine Kurtisane ihres Mannes, des europäischen Abenteurers Walter Reinhardt Sombre, und erbte die Macht über Sardhana. Sie erwies sich als geschickter Manager und führte selbst ihre Truppen auf das Schlachtfeld. Bei ihrem Tod hinterließ sie ein beträchtliches Vermögen.

## Leben
Begum Samru wurde unter dem Namen Farzana Khanqui auf dem Gutshof ihres mogulischen Adligenvaters Latif Ali Khan geboren, etwa 80 Meilen von Delhi entfernt. Sie stammte aus einer islamischen, ursprünglich arabischen Familie, die zum unteren Adel von Kaschmir gehörte. Ihr Vater Asad Khanqui starb, als sie zehn Jahre alt war. Danach wurde sie zusammen mit ihrer Mutter vertrieben, worauf sie in die Mogul-Hauptstadt Delhi flohen. Nach dem Tod ihrer Mutter trat Farzana als Tänzerin bei der berühmten Kurtisane Khanum Bai auf. Dabei lernte sie 1765 im Alter von 14 Jahren den europäischen Abenteurer Walter Reinhardt Sombre kennen, der zu dieser Zeit 45 Jahre alt war und seine islamische Frau, mit der er ein Kind hatte, verließ, um mit dem Mädchen zu gehen. Über die Eheschließung zwischen Reinhardt und Farzana Khanqui gibt es keine Bestätigung. Reinhardt führte eine Privatarmee und nahm verschiedene Aufträge in Agra, Deeg und Bharatpur an, bei denen er von ihr begleitet wurde. Als Gegenleistung für die Unterstützung des Mogulkaisers Shah Alam II. erhielt er das reiche Fürstentum Sardhana als Lehen.

## Herrschaft

Die Begum mit Hofstaat

Als Reinhardt 1778 starb, wurde Begum Samru vom Mogulkaiser auf dessen Rat hin zu seinem Nachfolger ernannt. Die Begum beherrschte nicht nur Sardhana, sondern war auch Anführerin von Reinhardts fünf Bataillonen mit Sepoys (indischen Söldnern) und 300 europäischen Söldnern. 1781 trat sie zum römisch-katholischen Glauben über und nahm den Namen Joanna an. Begum Samru war die einzige christliche Führerin eines königlichen Staates in der indischen Geschichte.
Die Begum zeigte sich als treuer Vasall. Im Jahr 1787 war ihre Armee Teil einer Koalition, die den Mogul-Kaiser Shah Alam II. befreite, als er von dem Rohilla-Chef Ghulam Qadir in Delhi gefangen genommen und geblendet wurde. Sie erhielt vom Kaiser den Titel Zeb-un-Nisa oder Juwel unter den Frauen. Als Najaf Quli Khan 1788 gegen den Mogulkaiser rebellierte, befehligte Begum Samru selbst ihre Truppen in der Schlacht von Gokulgarh, wo sie eine wichtige Rolle beim Sieg der kaiserlichen Truppen spielten. Ihr Oberbefehlshaber war der irische Abenteurer George Thomas. Sein Nachfolger wurde der Franzose Pierre Antoine Le Vassoult, den sie 1793 heimlich heiratete.
Der Sohn von Reinhardts erster Frau, der sich als rechtmäßiger Verwalter von Sardhana betrachtete, führte 1795 einen Aufstand gegen Begum Samru und nutze die Unbeliebtheit von Le Vassoult bei den Soldaten. Die Begum und ihr Mann flohen aus Sardhana. Le Vassoult starb durch Suizid, indem er sich durch den Kopf schoss, die Begum überlebte ihren Suizidversuch und wurde nach ihrer Gefangennahme gefesselt auf einem Wagen in Sardhana vorgeführt. George Thomas kam ihr mit seinen Söldnern zu Hilfe, worauf die Begum wieder die Herrschaft übernehmen konnte. Ihr Stiefsohn wurde nach Delhi in einen Hausarrest verbannt, wo er 1803 starb.

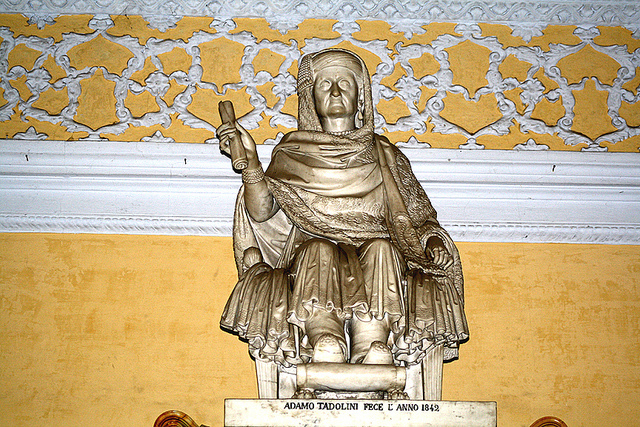
Statue der Begum in der Basilika

Begum Samru unterhielt ihr eigenes Gericht in Sardhana und spendete große Geldbeträge an katholische Institutionen in ganz Indien. Sie ließ die Basilika Unserer Lieben Frau der Gnaden in Sardhana errichten. Diese wurde 1820 durch Anthony Reghelini, einen Offizier der Begum-Armee aus Vicenza, Italien, als Architekten fertiggestellt. Sie sandte eine Anfrage an den Papst, einen Bischof zu schicken. In einem Brief schrieb sie 1834 an ihn: „Ich bin stolz darauf zu sagen, dass die Kirche ausnahmslos die beste in Indien ist.“

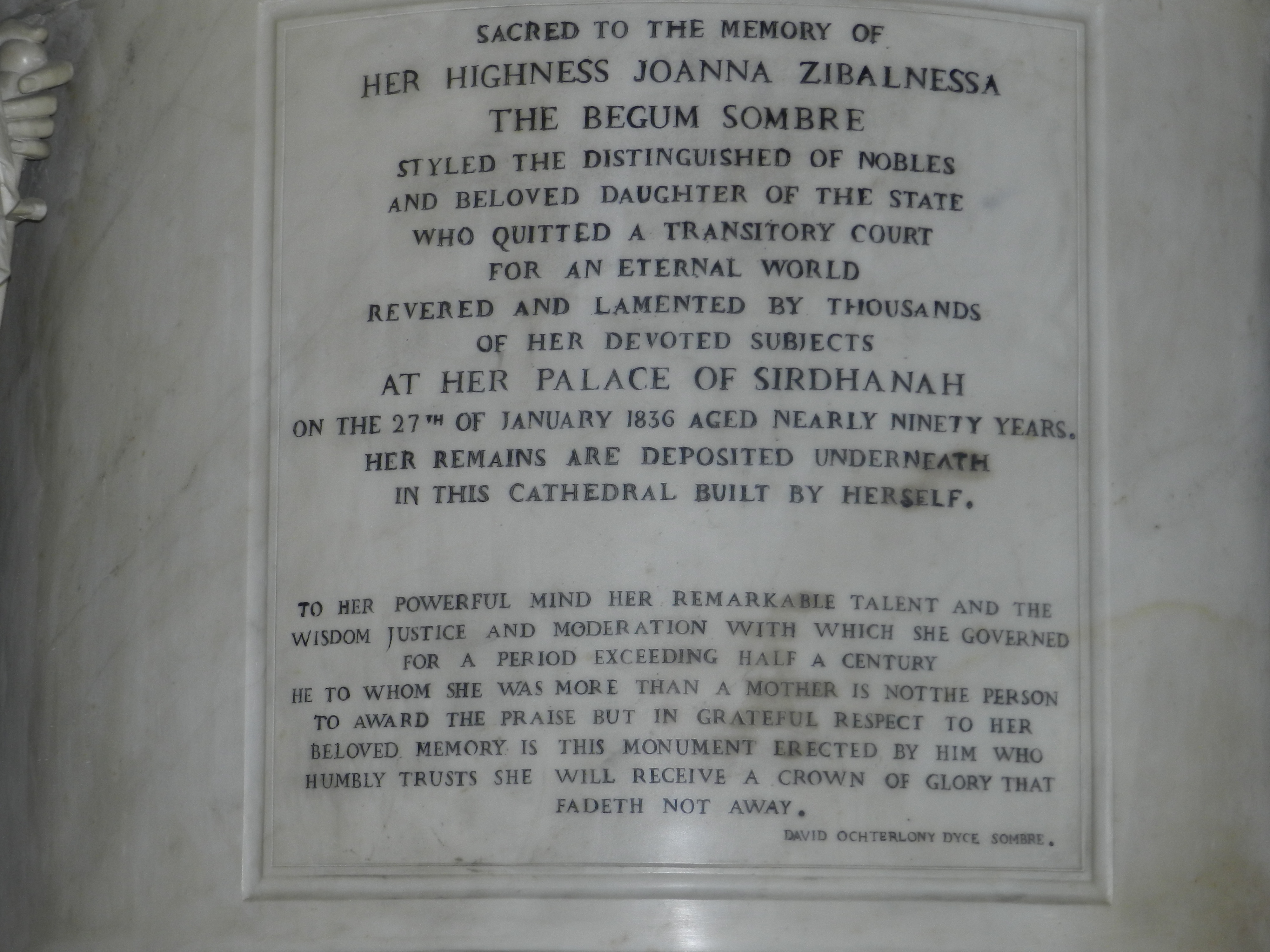

1803 wurden die Marathas im Zweiten Marathenkrieg von den Briten besiegt, die damit die Kontrolle über den Norden Indiens übernahmen. In Verhandlungen mit dem britischen General Gerard Lake wurde vereinbart, dass die Begum Sardhana bis zu ihrem Tod weiterregieren kann, wonach ihr Regentschaftsbereich der Britischen Ostindien-Kompanie zufallen werde. Im Jahr 1834 adoptierte die kinderlos gebliebene Begum David Ochterlony Dyce Sombre, den Urenkel von Walter Reinhardt Sombre. Sie starb 1836 und wurde in der von ihr errichteten Kirche beigesetzt. Auf ihrem Grabstein ist ihr Name mit „Joanna Zibalnessa [Zeb-un nissa]“ angegeben. Die Streitigkeiten um das Erbe halten bis heute an.